# バイ・シズオカ
バイ・シズオカ（英語: Buy Shizuoka!）は、静岡県の産業振興政策の一つである。

## 概要
「バイ・シズオカ」は、静岡県の県民に対して県内の名産品の購入や観光地の利用を推奨する取り組みである。新型コロナウイルス感染症の流行により、苦境に喘ぐ県内の産業を支援するため、県民による共助の一環として実施された。経済学者でもある静岡県知事の川勝平太が提唱し、静岡県庁をはじめとする多数の行政機関に加えて、企業や団体などの連携、協力により実施されている。

## 取り組み

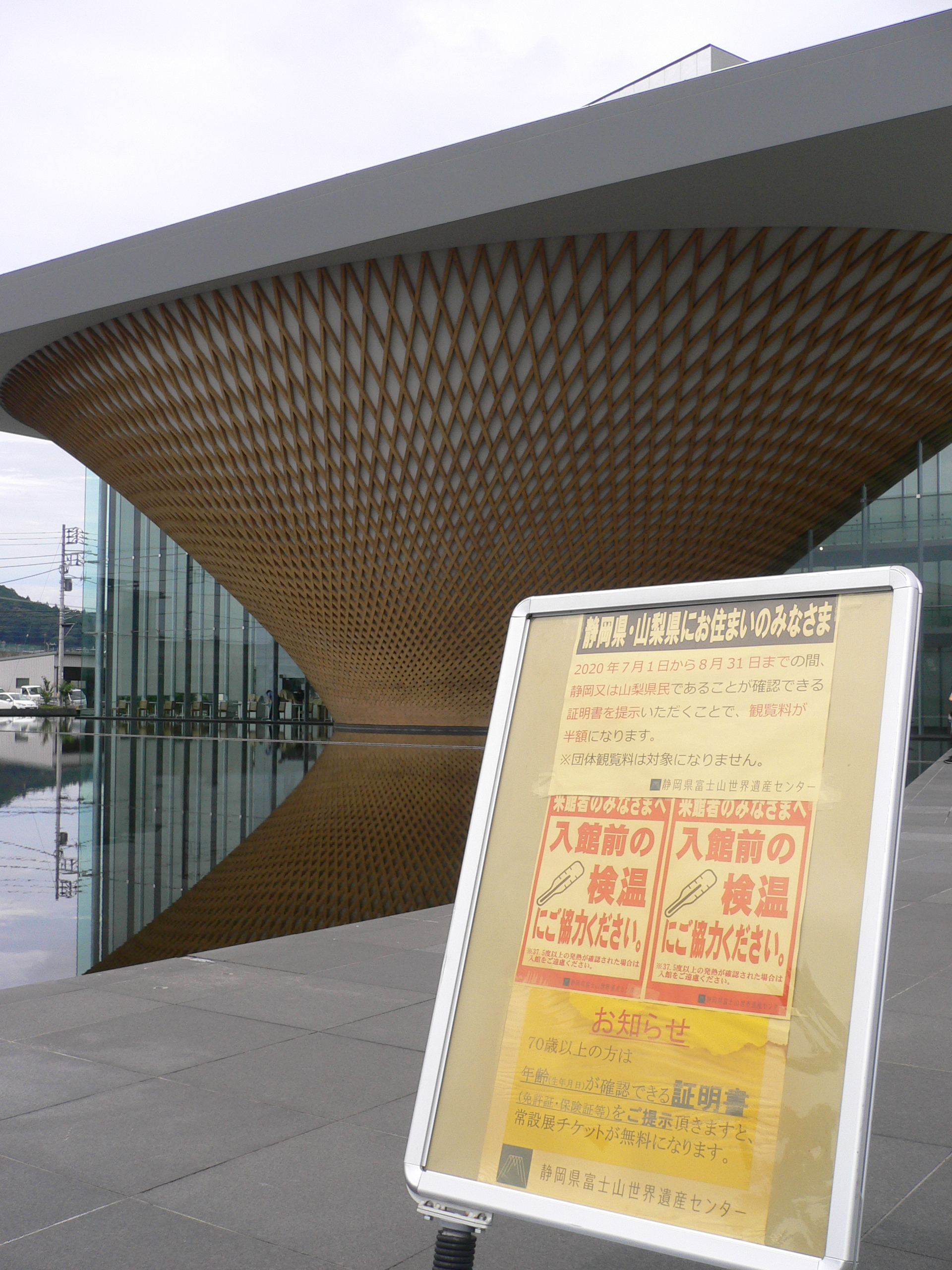
新型コロナウイルス感染症の流行に伴い検温を求める静岡県富士山世界遺産センターの看板（2020年7月24日、静岡県富士宮市にて）

農林水産業
新型コロナウイルス感染症の流行に伴い、緊急事態宣言が発令された都道府県では学校の休校や飲食店の休業などが相次ぎ、農作物や水産品の消費量が大きく低下していた。静岡県は第一次産業がさかんであり、439品目におよぶ農林水産物が県内で生産されていることから、新型コロナウイルス感染症の影響は甚大であった。
そのため、「バイ・シズオカ」の一環として、県内で生産された農林水産物の消費拡大を積極的に図ることで、県内の農林水産業の振興を図った。具体的には、県民に対して、地元の農林水産物の購入を奨励する運動が展開された。静岡県経済農業協同組合連合会などと連携し農林水産物の販売促進を図った。さらに、通信販売を活用することで県外の消費者にも訴求し、県内の農林水産物の消費拡大を推進した。
食品加工業
新型コロナウイルス感染症の流行に伴い、緊急事態宣言が発令された都道府県では学校の休校や飲食店の休業などが相次ぎ、加工食品の消費量が低下していた。静岡県では食品産業がさかんであることから、新型コロナウイルス感染症の悪影響が及んでいた。
そのため、「バイ・シズオカ」の一環として、県内で生産された食品の販売促進を推進した。インターネット上で食品見本市を開催するなど、来県できない県外の消費者に対して訴求し、販路の拡大を図った。
観光業
新型コロナウイルス感染症の流行に伴い、日本国外からの入国が制限され、インバウンド需要が大きく低下した。また、日本国内においても、緊急事態宣言の発令中は不要不急の外出を控えるよう呼びかけられた。静岡県には温泉や海水浴場など多くの観光地が存在し、ホテルや旅館など観光業がさかんであることから、国内外の観光客の減少は大きな影響を及ぼした。
そのため、「バイ・シズオカ」の一環として、「今こそしずおか元気旅」と銘打ち県民に対して県内の観光地に足を運ぶよう呼びかけられた。県内の旅行会社の店舗を通じて県内の宿泊施設を予約した場合、県民を対象に料金を割り引く取り組みを展開した。また、オンライン旅行会社を通じて、県民を対象に県内の宿泊施設の宿泊クーポンを配布した。なお、「今こそしずおか元気旅」のサービスを利用できるのは県民のみに限定されており、県外からの旅行客を対象外にすることで、県境を跨ぐ人流の増大を抑えつつ県内の観光業の振興を図っている。

## 効果
静岡県においては、県民が県内の多様な名産品を利用し、さまざまな観光地を訪れることで、今まで気が付かなかった地元の魅力に触れるきっかけになると考えられた。これにより、長期にわたり継続的な消費拡大に繋がるとともに、地元に対する愛着がよりいっそう深まるという副次的な効果も期待された。
伊豆長岡温泉では、新型コロナウイルス感染症の流行に伴い客足が途絶えていたが、「バイ・シズオカ」により客足がある程度戻ってきた。

## 名称
「バイ・シズオカ」の「バイ」は、「買う」という意味の「buy」と「寄り添う」という意味の「by」とのダブルミーニングとなっている。両性愛という意味の「bisexual（バイセクシャル）」とは特に関係ない。なお、「バイ・シズオカ」の公式な英語表記は「Buy Shizuoka!」とされている。

## 派生

### バイ・ふじのくに
「バイ・シズオカ」を提唱した静岡県知事の川勝平太は、富士山を挟んで隣り合う山梨県に対して地域内の特産品の購入を推奨する事業への参画を呼びかけた。これに対し、山梨県知事の長崎幸太郎が快諾したことから、2020年（令和2年）5月より「バイ・ふじのくに」が開始された。具体的には、山梨県と静岡県の企業や団体と連携し、特産品の販売促進や、学校給食への特産品の提供、さらには両県の特産品の詰め合わせの通信販売など、さまざまな活動が展開された。「バイ・ふじのくに」の取り組みは、実施しない場合に比べて約1.5倍の経済波及効果があると見込まれている。

### バイ・山の洲
静岡県知事の川勝平太は、「バイ・ふじのくに」をさらに深化させるべく近隣の県にも参画を呼びかけた。その結果、新潟県、長野県、山梨県からの賛同を得て、2020年（令和2年）11月より「バイ・山の洲」と銘打った相互経済交流事業が始まった。静岡県に加えて新潟県、長野県、山梨県の域内総生産は38兆円に達する巨大な経済圏であり、地域内の特産品の販売促進などを引き続き展開した。

## 思想
「バイ・シズオカ」は、県民による共助が謳われており、地域内の住民の手により自らの地域の振興を図ろうとするものである。静岡県知事の川勝平太は「バイ・シズオカとかバイ・ふじのくにとかいうように、相手の物を買って、そして自分たちも楽しむということで、そういう経済活動にも思いやりがある。カインドというのは親切なという意味だが、思いやりと言うことじゃないかと思う。みんな元気で、どの地区もそれなりに個性豊かにあって、思いやりのある人々によってつくられていく。そういう地域をつくっていく」と語っている。そのうえで「バイ・シズオカ」について「GDPの5割以上を占める個人消費の動向に着目し、新型コロナで影響を受けた人々が、お互いに買い支えて個人消費を上げる、いわば『幸せの経済学』の実践」と位置付けている。これは静岡県西部に広く流布している報徳思想との親和性が高い。報徳思想は、経世家であり農政家でもある二宮尊徳によって提唱された経済思想であり、経済と道徳の融和を訴え、社会への貢献は自らに還元されると説いている。

## 他の政策との差異

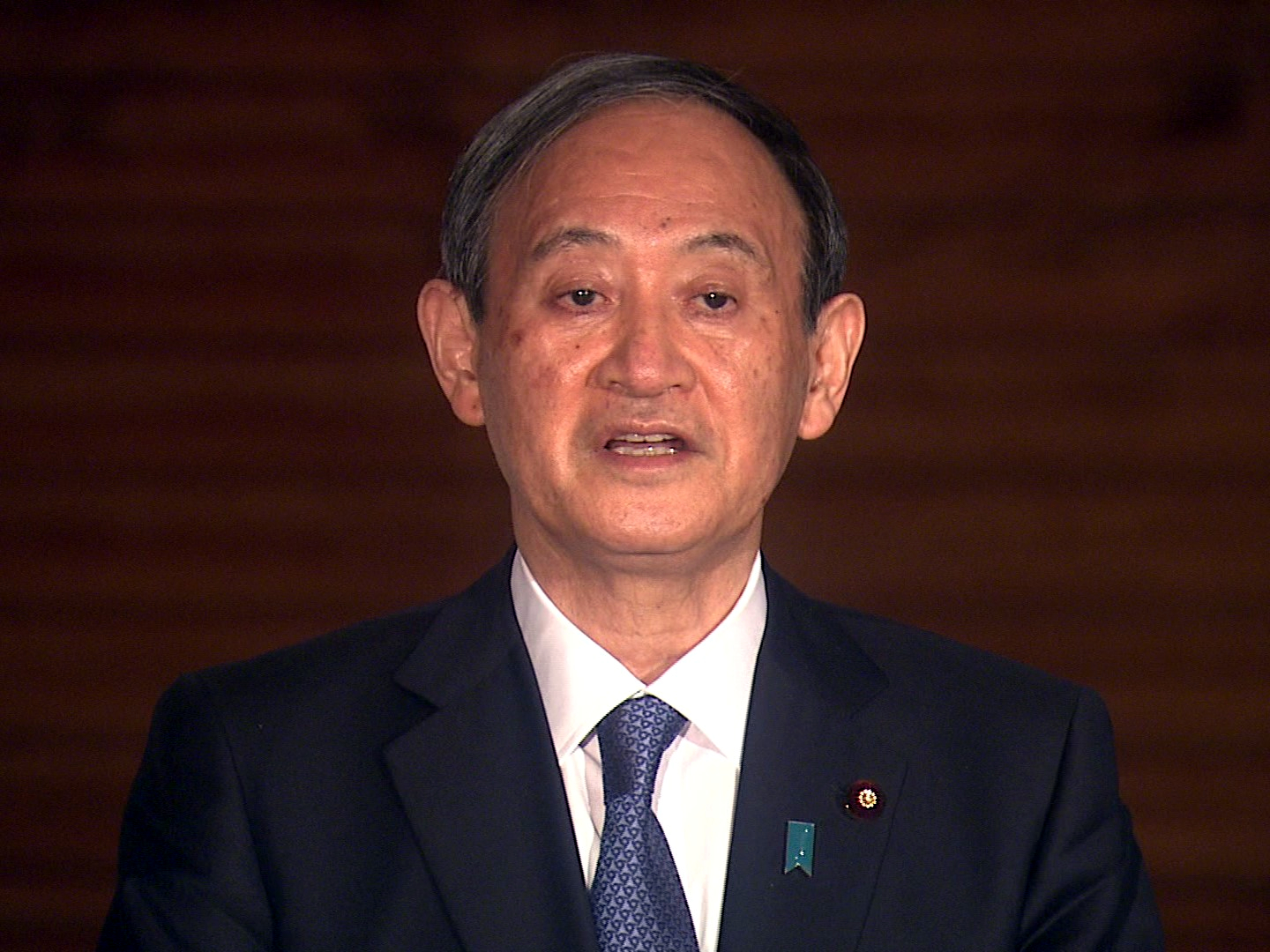
「Go To トラベル」停止について会見する内閣総理大臣菅義偉（2020年12月14日、総理大臣官邸にて）

「バイ・シズオカ」の観光業支援策に類似した取り組みとして、第4次安倍第2次改造内閣が打ち出した「Go To トラベル」が挙げられる。この事業は、新型コロナウイルス感染症の流行により苦境に喘ぐ日本の観光業の救済を目的としていた。ところが、「Go To トラベル」は都道府県境を跨いだ人流を加速させ、結果的に新型コロナウイルス感染症の感染拡大を招きかねない点が問題視された。内閣の打ち出した政策であるにもかかわらず、新型インフルエンザ等対策閣僚会議の下で新型インフルエンザ等対策有識者会議に設置された新型コロナウイルス感染症対策分科会では、「Go To トラベル」を疑問視する意見が挙がっていた。「Go To トラベル」開始前より、分科会長の尾身茂は「止めた方がいい」と警鐘を鳴らしていたが、政権中枢は有識者らの意見に耳を貸すどころか、「Go To トラベル」を前倒しして開始してしまった。その後、この事業に対する批判が高まるとともに感染の拡大が深刻化し、最終的に第4次安倍第2次改造内閣を継承した菅義偉内閣にて事業停止が発表される事態となった。
一方、「バイ・シズオカ」の一環として展開される観光業支援策は、あくまで県内の観光地を県民が巡る想定である。これにより、県内の観光業の振興を図りつつも、県境を跨いだ人流を生じさせないことで感染拡大を抑制しようという試みである。したがって、他の都道府県に対して感染を拡大させたり、他の都道府県から感染が拡大するといった事態は抑制できるとみていた。また、感染者数の拡大局面ではいったん停止させるなど、機動的な運用が行われている。

### 註釈
1. ↑  新型インフルエンザ等対策閣僚会議に設置された新型インフルエンザ等対策有識者会議は、新型インフルエンザ等対策特別措置法に基づき新型インフルエンザだけでなく新型コロナウイルス感染症についても所管している。

## 関連人物
- 川勝平太
- 長崎幸太郎